# Dashtadem (Aragatsotn)
Dashtadem (in armeno Դաշտադեմ?, in russo Талынь Нижний?, Talin Nizhniy; precedentemente Nerkin Talin, "Talin bassa") è un comune dell'Armenia di 613 abitanti (2001) della provincia di Aragatsotn. Il paese ospita una grande fortezza del X secolo ma sostanzialmente ricostruita nel XIX, insieme ad una cappella dedicata a san Sargis anch'essa del X secolo; la fortezza contiene un'iscrizione araba in lettere cufiche che attribuisce la struttura a Sultan ibn Mahmud (Shahanshah), uno degli Shaddadidi, e datata 1174. Il paese contiene anche un caravanserraglio medievale e luoghi di lavorazione dell'ossidiana risalenti all'età della pietra; lì vicino sorge il Kristapori Vank, del VII secolo.